# 島岡丘
島岡 丘（しまおか たかし、1932年9月7日 - 2024年4月）は、日本の英語学者。筑波大学名誉教授。専門は英語教育・英語音声学。

## 略歴
奈良県奈良市生まれ、北海道旭川市育ち。1951年北海道旭川北高等学校卒業。1955年東京教育大学文学部英文科卒業。日本で初めてフルブライト奨学生（アメリカ）・ブリティッシュ・カウンシル奨学生（イギリス）の両方で留学を経験。サンフランシスコ大学、ロンドン大学、カリフォルニア大学ロサンゼルス校、レディング大学に留学。1994年「中間言語の音声学：英語の「近似カナ表記システム」の確立と活用」で筑波大学より博士（言語学）の学位を取得。東京教育大学助教授、筑波大学教授。1994年定年退官、名誉教授となり、茨城キリスト教大学教授。2006年聖徳大学教授。2024年4月死去。

## 著書
- 『書き方の指導』(英語教育ライブラリー) 開隆堂出版 1974
- 『現代英語の音声 ヒアリングと音読』研究社出版 1978
- 『教室の英語音声学 Q&A』研究社出版 1986
- 『高校英語基礎の基礎』旺文社 1986
- 『通じる英会話はカタカナで 「聞く」「話す」が楽しくなる新英会話術 やさしいけれど効果抜群!』日本実業出版社 1991
- 『発音・聞き取り上達辞典 オーラルコミュニケーションの学習・指導のための』アルク 1993
- 『中間言語の音声学 英語の「近似カナ表記システム」の確立と活用』小学館プロダクション 1994
- 『語源で覚える英単語飛躍増殖辞典』編著 創拓社 1994
- 『カタカナ活用わかる通じる英会話 島岡メソッド』創拓社 1995
- 『カナ活用英語のリズムとレダクション』 (洋販新書)洋販出版 1997
- 『川柳で流暢英語のコツを詠む <川柳式>英語発音マスター法』洋販出版 1998
- 『1週間でモノにできる!目から覚えるスラスラ英語』小学館 1999
- 『カナ表記で通じる英語の発音』日本能率協会マネジメントセンター 1999
- 『英語リスニング上達法 試験で点がとれる』(河合塾シリーズ）河合出版 2001
- 『カタカナで完全マスター英会話』丸善 2002
- 『日本語からスーパーネイティヴの英語へ 10段階完全マスターのコツと処方箋』創拓社出版 2004
- 『国際英語の音声学』南雲堂 2005

### 共編著・監修
- 『現代英語の特徴と背景』ヴァンス・E.ジョンソン共著 研究社出版 1974
- 『旺文社高校基本英和辞典』福田陸太郎,池谷彰共編 旺文社 1982
- 『統合的英語教授法』 (英語指導法叢書) ジョン・デニス共著 大修館書店 1986
- 『最新の音声学・音韻論 現代英語を中心に』佐藤寧共著 研究社出版 1987
- 『英語学大系 第12巻 3版 英語学と英語教育』伊藤健三,村田勇三郎共著 大修館書店 1993
- 『リトルスター英絵辞典』鳥飼玖美子共編, 飯田貴子画 小学館 1993
- 『対話の英語 リスニングのポイント』島岡丘 [ほか]著. 研究社出版 1994
- 『リトルスター英会話辞典』鳥飼玖美子共編, 飯田貴子 画. 小学館 1996
- 『英会話使い分け辞典 こんなとき、この表現』編著 創拓社 1996
- 『TOEICボキャブラリー』Mark Melichar 共著 荒竹出版 1996
- 『日米異文化問答』 (洋販新書) 村松美映子共著 洋販出版 1998
- 『音声学・音韻論』(英語学文献解題）枡矢好弘,原口庄輔共編 研究社 1999
- 『サンシャイン英和辞典 改訂版』青木昭六共監修 開隆堂出版 2003
- 『サンシャイン英和・和英辞典』青木昭六共監修 開隆堂出版 2006
- 『総合英語ライフトピックス』全3巻 ジョナサン・バーマン共著 南雲堂 2012-16
- 島岡良衣『日本語で覚えるネイティブの英語発音 3週間であなたの英語が見違える島岡メソッド』監修 ダイヤモンド社 2013

### 翻訳
- D.A.ウィルキンズ『ノーショナルシラバス 概念を中心とする外国語教授法 (言語教育・応用言語学叢書) 訳注. オックスフォード大学出版局 1984
- ロバート・B.カプラン編『応用言語学入門』芳賀純共監訳 研究社出版 1986
- ジェフリー・N.リーチ『英詩鑑賞 言語学からの洞察』菅野弘久共訳 リーベル出版 1994
- ピーター・ローチ『英語音声学・音韻論』三浦弘共訳 大修館書店 1996

## 論文
- <島岡丘